# Gusinooziorsk
Gusinooziorsk (ros. Гусиноозёрск) – niegdyś miasto, a obecnie osiedle typu miejskiego w Azji, położone na terytorium Buriacji w Rosji (Syberia). Leży na północno-wschodnim brzegu Jeziora Gęsiego w kotlinie gusinoozierskiej.
Centrum rejonu selengijskiego Buriacji. 25 400 mieszkańców w 2005.
Założony w 1939 pod nazwą Szachty (Шахты; po polsku Kopalnie) w wyniku otwarcia wydobycia w miejscowym złożu węgla brunatnego. W 1953 uzyskał prawa miejskie i nastąpiła zmiana nazwy na aktualną. Do 1995 działała kopalnia węgla dająca 90% węgla Buriacji, fabryka aparatów radiowych, tekstylna, fabryki spożywcze i materiałów budowlanych, a także elektrownia wodna. Po 1995 fabryki i kopalnia upadły, została tylko elektrownia. Po tym Gusinooziorsk pozbawiono statusu miasta, obecnie jest to osiedle typu miejskiego.

## Galeria

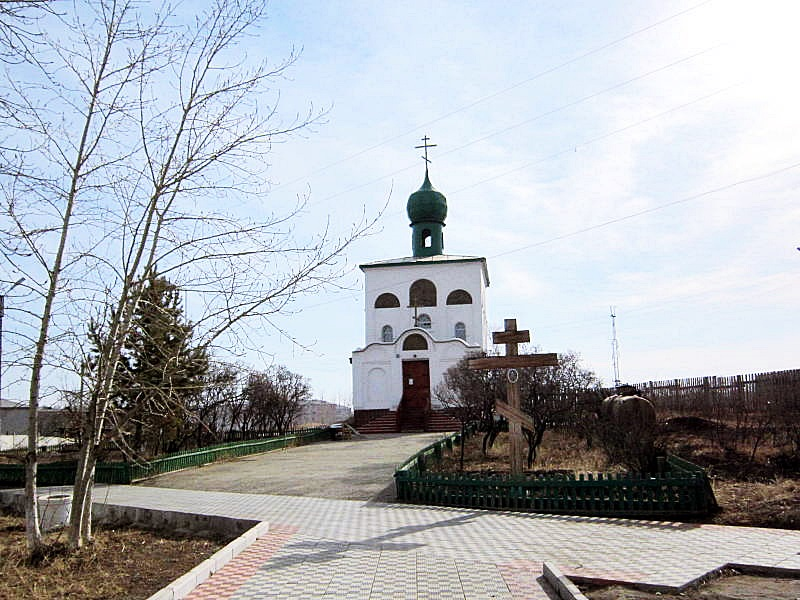
Cerkiew św. Jerzego Zwycięzcy
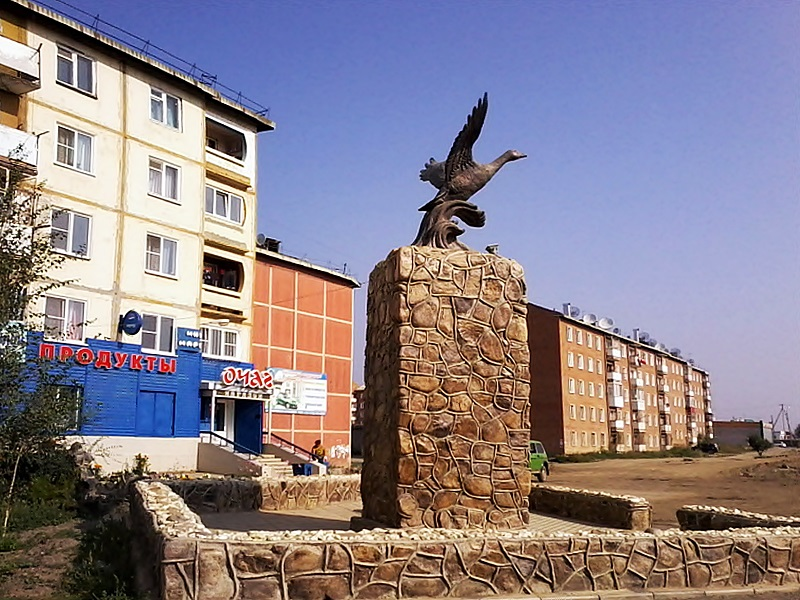
Pomnik Gęsi
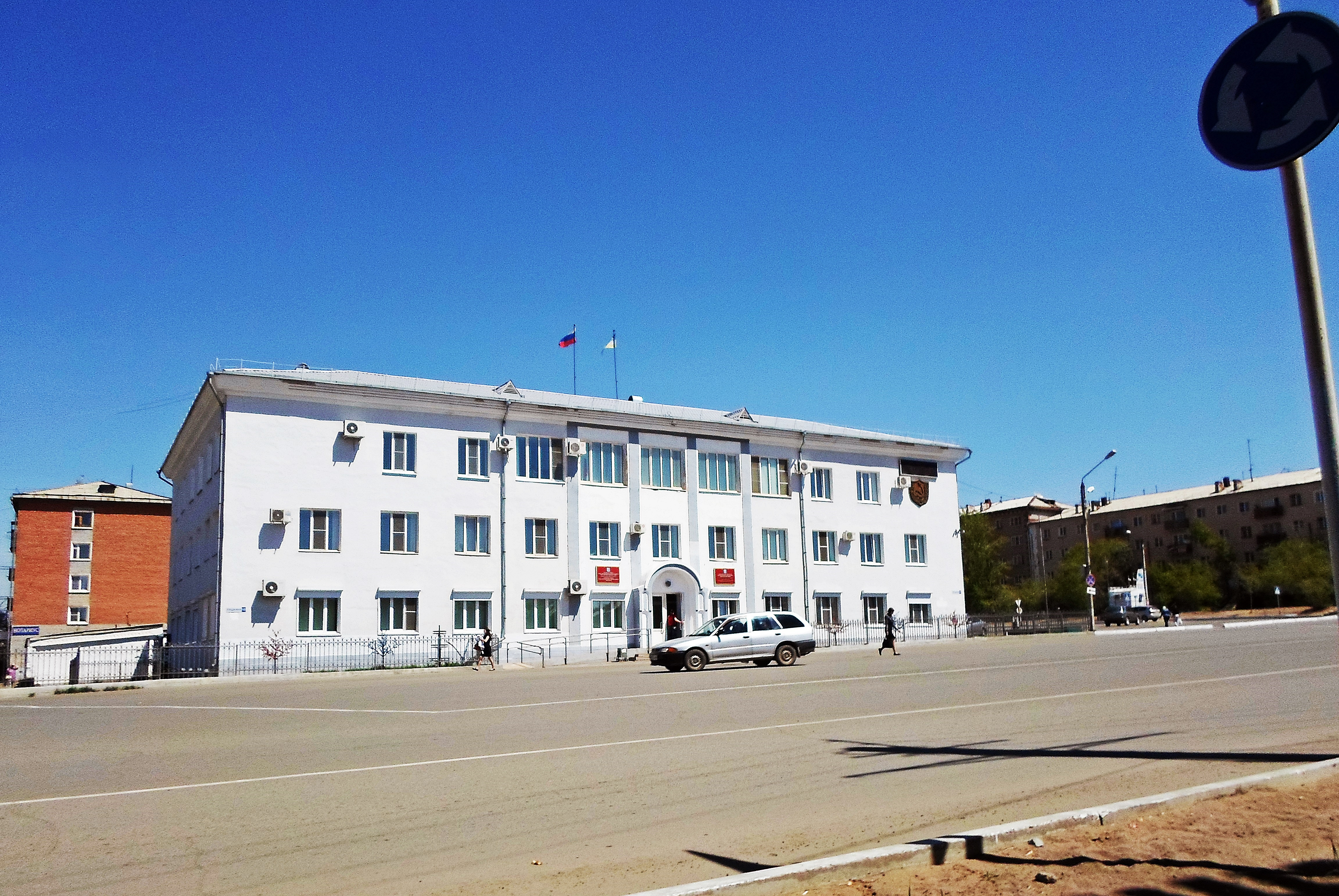
Administratura rejonowa
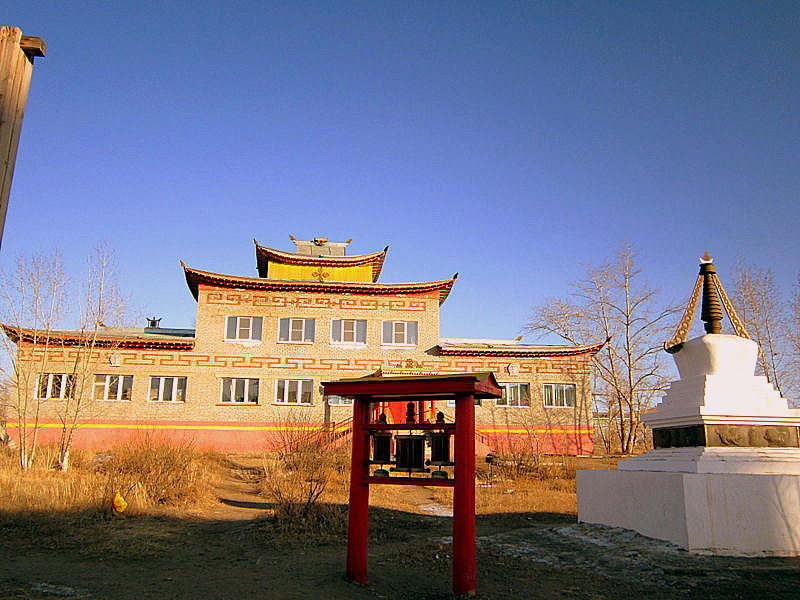
Pagota Dugan
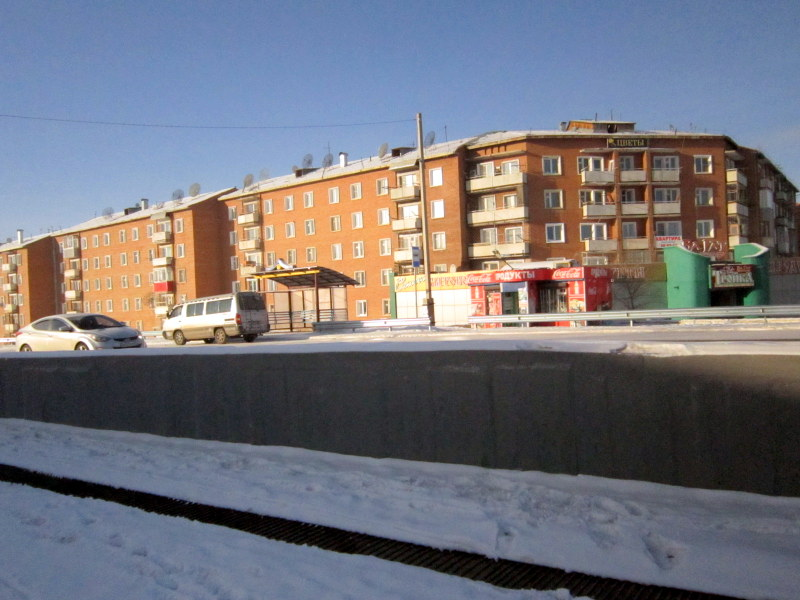
Osiedle Energetyków
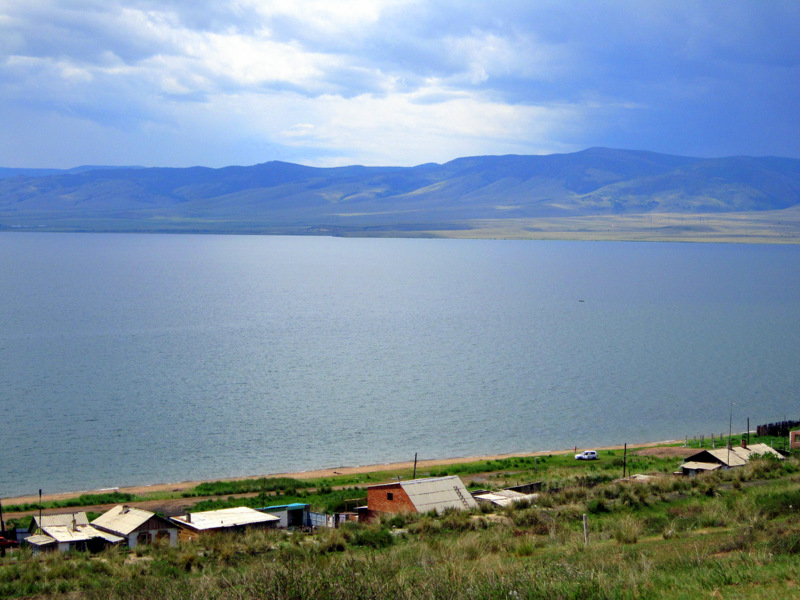
Jezioro Gusin
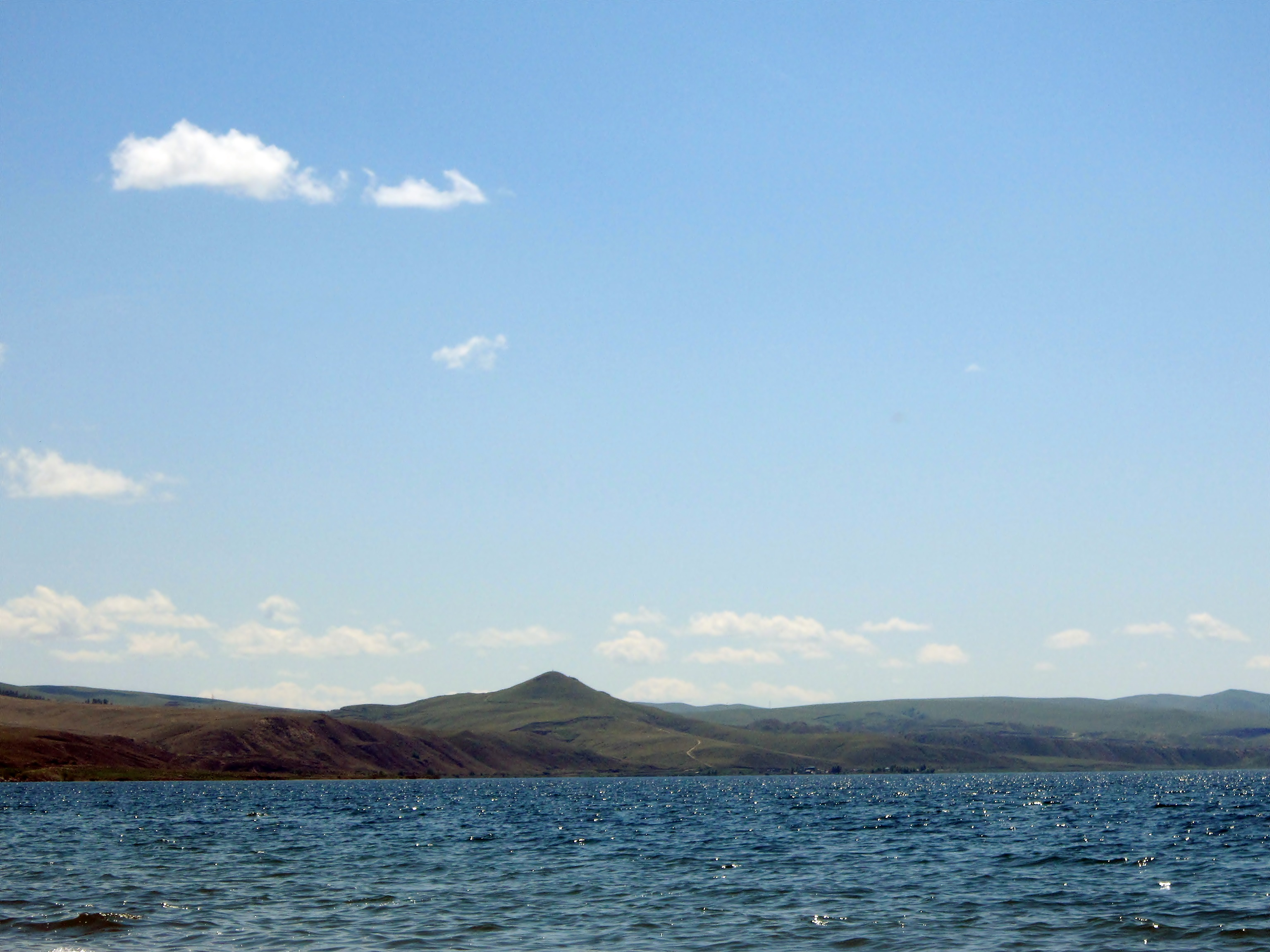
Bali-Zurche